# Vorhelm

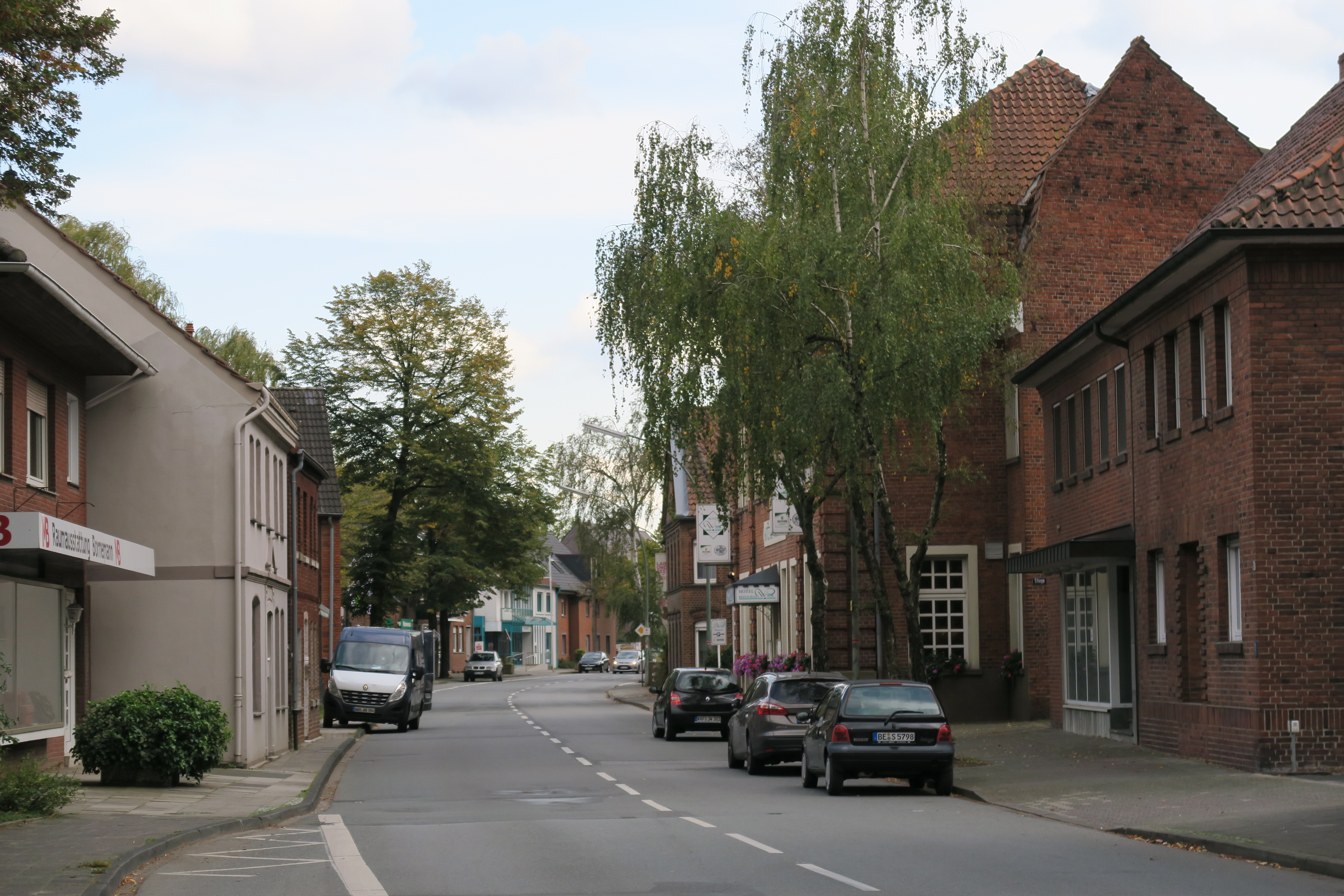
Hauptstraße Vorhelm

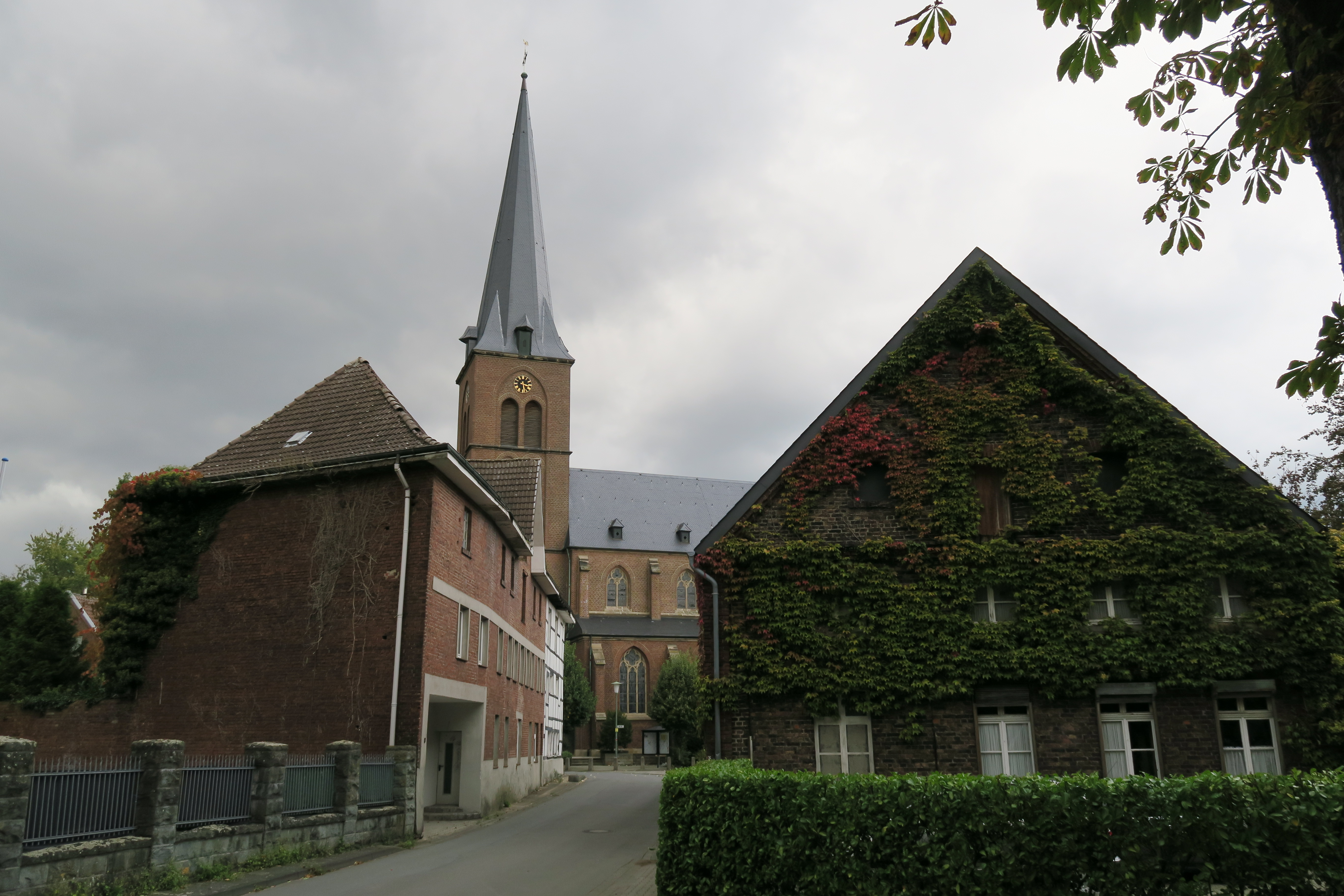
St. Pankratius mit Pankratiusstraße

Vorhelm ist ein Ortsteil von Ahlen in Westfalen und besteht aus den Bauerschaften Eickel, Bergeickel, Dorfbauerschaft (Dorffeld) und Tönnishäuschen (Isendorf).

## Geographie

### Ortsteile
Die heutigen Ortsteile von Vorhelm heißen Dorf, Bahnhof (Bergeickel) und Tönnishäuschen (Isendorf).

## Geschichte
Bodenfunde bezeugen, dass schon in der Steinzeit Menschen dieses Gebiet durchstreiften und dass in der vorrömischen Eisenzeit hier Menschen ansässig waren. Der Name Vorhelm lässt sich sinnvoll deuten, wenn man nicht von der latinisierten Schreibweise Furelmi ausgeht, in der das h in der Mitte weggelassen ist:
In Vorhelm kreuzten sich zwei alte Handelswege: Der „Hellweg“, der von Norden kommend hinter Vorhelm zum Galgenberg anstieg, und die „Friesenstraße“, die von Westen kommend ebenfalls hinter Vorhelm anstieg zu den Beckumer Bergen. So machten Reisende schon von frühester Zeit an die Erfahrung, dass Vorhelm der Ort „vor dem Anstieg“ war. Diesen Anstieg nannte man, für Vorhelm ausdrücklich nachweisbar, „Helle“. Vorhelm war das Heim vor der Helle, das Vor-Helle-Heim. Daraus ist der Name Vorhellehem, Vorhellem und schließlich Vorhelm entstanden.
In der dritten Lebensbeschreibung über den hl. Liudger, verfasst unmittelbar nach 864, wird der Name Vorhelm in der latinisierten Schreibweise „Furelmi“ erstmals genannt. In diesem Text wurde zum ersten Mal auch der Name eines Vorhelmers genannt: Wulfbert. Dieser hatte ein krankes, missgebildetes Kind namens Amulger. Der gläubige Vater sei nach Werden zum Grab des Heiligen Liudger gepilgert, um für sein Kind zu beten, und sein Kind sei geheilt worden.
1193 fanden die Kreuzzüge statt, bei denen auch der Bischof von Münster beteiligt war. Ein beliebter Schutzheiliger der Kreuzritter war der heilige Pankratius. Die Stiftung der Vorhelmer Pankratiuskirche kann mit diesem Kreuzzug in Verbindung gebracht werden. 1193 hat der Bischof die kirchlichen Bezirke neu geordnet und offensichtlich auch die von Vorhelmer Rittern privat gestiftete Pankratiuskirche zur Pfarrkirche erhoben. Ihr wurden als „Kirchspiel“, das heißt als Pfarrgebiet, außer der Dorfbauerschaft die Bauerschaften Isendorf (jetzt Tönnishäuschen) und Eickel (jetzt Bahnhof) zugeordnet. Damit wurde nicht nur die Pfarrgemeinde, sondern zugleich auch das Dorf Vorhelm im rechtlichen Sinn errichtet. Urkundlich bestätigt wird dieser Sachverhalt allerdings erst im Jahr 1254.
Seit 1193 gehörte Vorhelm zum Archidiakonat (kirchlicher Verwaltungsbezirk) St. Mauritz (Münster) im Oberstift des Hochstifts Münster. Im späten Mittelalter war das Hochstift zudem in Ämter („weltliche“ Verwaltungsbezirke) eingeteilt. Vorhelm gehörte zum Amt Wolbeck, das die Landschaft westlich der Flüsse Angel, Werse und Ems umfasste mit einem Drosten (Adliger) an der Spitze. Später wurden Archidiakonate durch Dekanate (kirchlich) und Ämter durch Kreise (politisch) abgelöst.
Gegen Ende des 14. Jahrhunderts fasste das Rittergeschlecht Torck Fuß in Vorhelm. Sie errichteten den ältesten Teil des Hauses Vorhelm, erwarben bzw. erbten von den Grafen von der Mark und von den Geschlechtern de Beyer und Volenspit in Vorhelm und Umgebung viele Grundstücke und Höfe, die ihnen jahrhundertelang abgabenpflichtig blieben.
1487 stiftete Torck die Vikarie St. Anna zu Vorhelm.
1498 wurde erstmals eine Antoniuskapelle an der alten Straßenkreuzung erwähnt, ein „Tönnishäuschen“, das später zum Namensgeber der Bauerschaft Isendorf wurde. 1522 wurde die Kapelle neu errichtet und 1752 entstand der Neubau an der jetzigen Stelle.
Vom 16. bis 18. Jahrhundert wüteten zahlreiche Kriege (Spanisch-Niederländischer Krieg, Dreißigjähriger Krieg, Siebenjähriger Krieg) sowie die Pest und viele Brandkatastrophen, sodass viele Vorhelmer Bewohner nach Holland auswanderten, um als Grasmäher oder Soldaten ihren Lebensunterhalt zu finden.
Im Dreißigjährigen Krieg hatte Vorhelm vor allem in den 1630er-Jahren unter Plünderungen und Brandschatzungen zu leiden. 1632 wurde die Kirche von durchziehenden Truppen in Brand gesetzt. Mehrere Häuser brannten mit ab. Zeitweise war die gesamte Bevölkerung des Dorfes geflüchtet. Durch die erpressten hohen Kontributionen war das Dorf noch viele Jahrzehnte stark verschuldet.

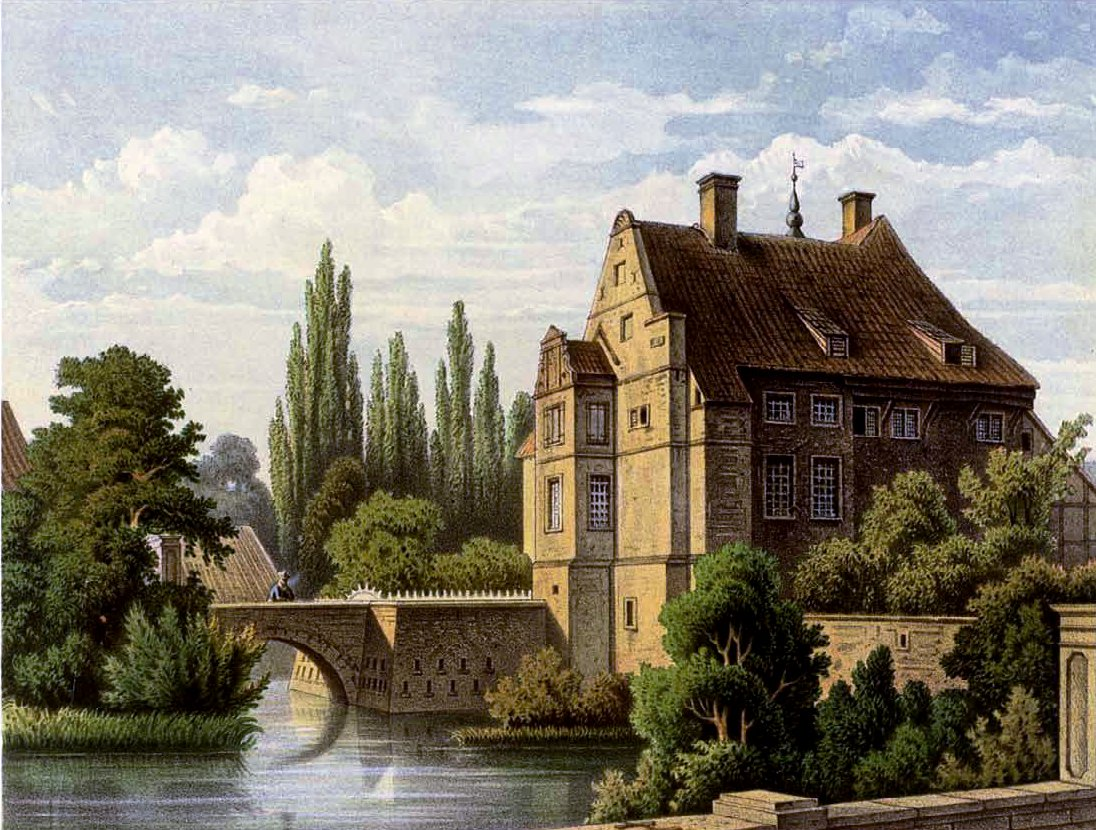
Haus Vorhelm um 1860, Sammlung Alexander Duncker

1628 wurde in Vorhelm das erste urkundlich erwähnte Schützenfest durchgeführt. Herren auf Haus Vorhelm wurden ab 1673 von Westerholt, ab 1693 von Reede, ab 1734 Droste zu Vischering und ab 1974 von Schall-Riaucour.
Seit 1707 ist die Familie Droste zu Vischering Eigentümer von Haus Vorhelm. Heute befindet sich das Haus Vorhelm durch Heirat in Besitz der Reichsgrafen von Schall-Riaucour.
Im Reichsdeputationshauptschluss von 1803 erhielt Preußen für seine territorialen Verluste auf dem Linken Rheinufer neben anderen Gebieten Teile des aufgelösten Hochstifts Münster.
Nach dem Frieden von Tilsit wurde 1809 das Königreich Westphalen neu gebildet, das von Napoleons Bruder Jérôme regiert wurde, und der neue Verwaltungsstrukturen nach französischem Vorbild einführte. Die Mairie Vorhelm umfasste die Gemeinden Vorhelm und Enniger und hatte insgesamt etwa 1.000 Einwohner. Das Königreich Westphalen bestand bis 1813. Nach dem Abzug der Franzosen übernahm Preußen, zunächst provisorisch, wieder seine vorherigen rechtsrheinischen Gebiete. Aufgrund der auf dem Wiener Kongress getroffenen Vereinbarungen kam die Region 1815 dauerhaft zu Preußen. Die Gemeinde Vorhelm wurde unter der preußischen Verwaltung dem Kreis Beckum im neuen Regierungsbezirk Münster und der Provinz Westfalen zugeordnet.
Aus den Gemeinden Enniger und Vorhelm wurde 1843 das Amt Vorhelm gebildet. 1851 trat auch die Gemeinde Kirchspiel Sendenhorst aus dem aufgelösten Amt Sendenhorst zum Amt Vorhelm.
Bürgermeister bzw. Amtmann war Franz Brüning. Die Verwaltung war in Tönnishäuschen (vormals Isendorf) ansässig.
1862 wurde der westfälische Heimatdichter und Priester Augustin Wibbelt geboren, er lebte in Vorhelm, wo er 1947 starb und begraben wurde.
Von 1870 bis 1893 wurde in Vorhelm im Tagebau das Mineral Strontianit (=Strontiumcarbonat) abgebaut. Es dient bei der Herstellung von Zucker zur Restentzuckerung der Melasse, eignet sich aber auch zur Produktion von Leuchtspurmunition. Da im südlichen Münsterland die weltweit einzigen, ergiebigen und abbauwürdigen Vorkommen von Strontianit waren, erlebten die Dörfer und Städte, u. a. auch Vorhelm mit einer der größten Minen, der Alwine, eine regelrechte „Goldgräberzeit“, die 1893 jedoch schnell beendet war, nachdem man Strontianit durch Coelestin (= Strontiumsulfat) ersetzen konnte, ein Produkt, das in England und Sizilien billiger hergestellt wurde.
1893 wurde die neue Pfarrkirche St. Pankratius eingeweiht, deren Bau 1891 nach Plänen von Hilger Hertel begonnen worden war.
1939 hatte Vorhelm 1710 Einwohner und wuchs durch Zuzug vorwiegend schlesischer Kriegsflüchtlinge und Vertriebene auf 2400 Einwohner im Jahr 1946.
Die Gemeinde Kirchspiel Sendenhorst schied 1968 aus dem Amt Vorhelm aus und wurde in die Stadt Sendenhorst eingegliedert. Das Amt Vorhelm wurde aufgelöst. Die Gemeinden Enniger und Vorhelm gehörten nun zum Amt Sendenhorst.
1968 wurde die Bahnstrecke Köln–Berlin elektrifiziert, die an Vorhelm vorbeiführt.
Am 1. Januar 1975 wurde Vorhelm mit knapp 4000 Einwohnern durch § 17 Münster/Hamm-Gesetz ein Ortsteil von Ahlen. Die Fläche Ahlens stieg damit um etwa 25 % an.
Der Bahnhof Vorhelm wurde 1989 nach 101 Jahren von der Deutschen Bundesbahn stillgelegt. Durch Erschließung neuer Baugebiete erfuhr Vorhelm von 1993 bis 1999 ein weiteres Bevölkerungswachstum.
In den Abendstunden des 3. Mai 2001 fiel mehrere Stunden lang ein Niederschlag von 80 bis 120 Liter/m² auf Ahlen und Vorhelm. Im Ortsteil „Bahnhof“ stieg das Wasser aus den Kanälen und überflutete mehrere Straßen („Ahlener/Vorhelmer Hochwasser“).
2004 sollte das 750-jährige Jubiläum Vorhelms zelebriert werden. Durch Nachforschungen des ortsansässigen Pfarrers Hermann Honermann konnte jedoch eine weitaus längere Geschichte Vorhelms ermittelt werden. So wurde schließlich 2004 die 800-Jahr-Feier begangen.

## Politik

### Amtmänner Vorhelms
- 1832–1840 Johann Heinrich Brüning (Chef der Mairie, zusätzlich auch Bürgermeisterei Sendenhorst bis 1851)
- 1840–1895 Franz Brüning (Sohn des Johann Heinrich Brüning).
- 1895–1896 Reinhold Brüning (Sohn des Franz Brüning)
- 1896 Franz Cramer (starb am Tag seiner Amtseinführung)
- 1898–1906 Amtmann Devens
- 1906–1912 Amtmann Hueske
- 1912–1916 Amtmann Eickenscheidt
- 1916–1925 Amtmann Alberty
- 1925–1937 Amtmann Weber
- 1937–1945 Amtmann Lilienbecker
- 1945–1954 Amtmann Weber

### Gemeindevorsteher Vorhelms
- 1843–1850 Theodor Hellmann
- 1850–1863 Ferdinand Bisping
- 1863–1869 Philipp Rieping-Ketteler
- 1869–1886 Theodor Wibbelt
- 1886–1891 Franz Rieping-Ketteler
- 1891–1896 Bernhard Wibbelt
- 1924–1933 Franz Dahmen
- 1933–1934 Wilhelm Dreymann
- 1934–1945 Josef Schwerbrock
- 1945–1948 Hugo Averberg
- 1948–1950 Theodor Bendix
- 1950–1952 Heinrich Rohde-Hüntelmann
- 1952–1953 August Eustermann
- ab 1953 Theodor Bendix, Alois Thiemann, Hannes Truelsen
- bis 31. Dezember 1974 Heiner Brinkpeter

Am 1. Januar 1975 wurde Vorhelm ein Ortsteil von Ahlen.

### Wappen
Das Wappen Vorhelms zeigt ein rotes Band auf silbernem Schild mit vier dunkelblauen Rauten oberhalb und drei dunkelblauen Rauten unterhalb des Bandes. Es ist gestaltet nach dem Wappen der Ritter Torck, bei dem das rote Band oberhalb der sieben Rauten war.

## Sehenswertes

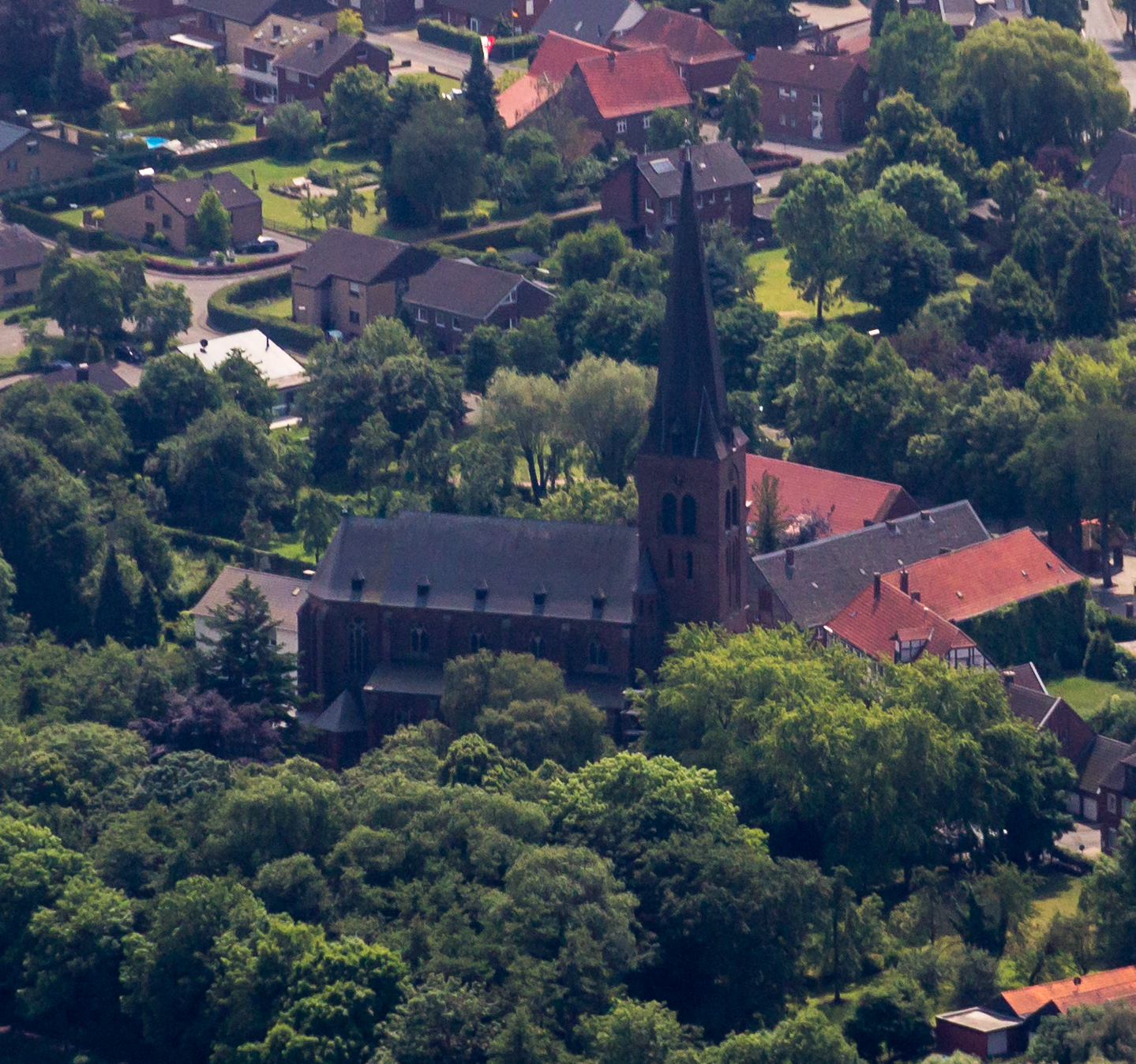
St. Pankratius (Vorhelm)

### Kirche St. Pankratius
St. Pankratius ist eine römisch-katholische Kirche, die am 25. Oktober 1893 eingeweiht wurde.

### Haus Vorhelm

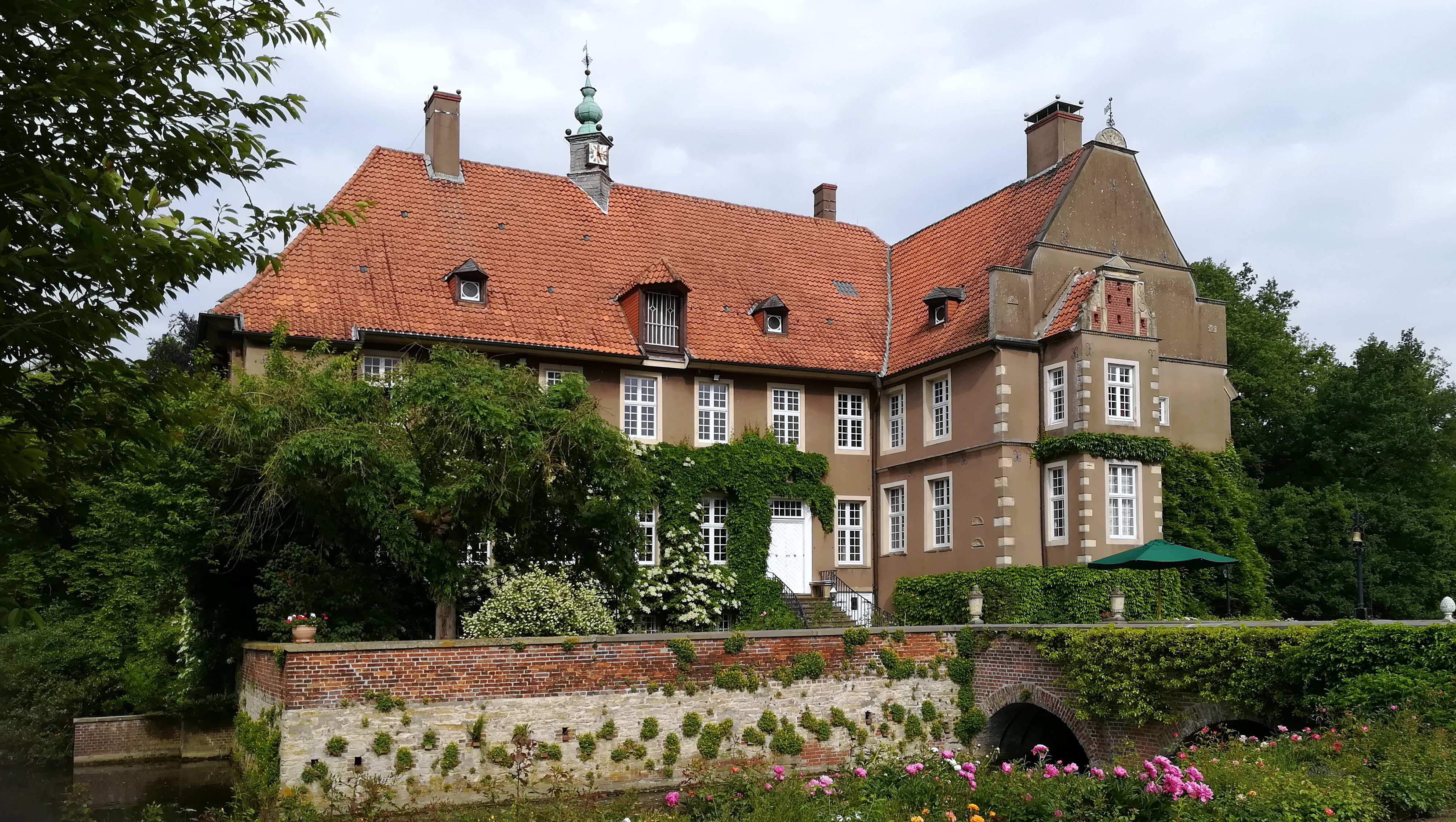
Haus Vorhelm

Erstmals wurde das Schloss im 14. Jahrhundert als Besitz der Familie der Herren von Torck erwähnt. Zum Anfang des 18. Jahrhunderts wechselte das Schloss seinen Besitzer. Neue Besitzer waren nun die Grafen Droste zu Vischering. Seit 1974 ist das Schloss im Besitz der Familie der Reichsgrafen von Schall-Riaucour. Zu Haus Vorhelm gehört die Kapelle St. Antonius (Tönnishäuschen).

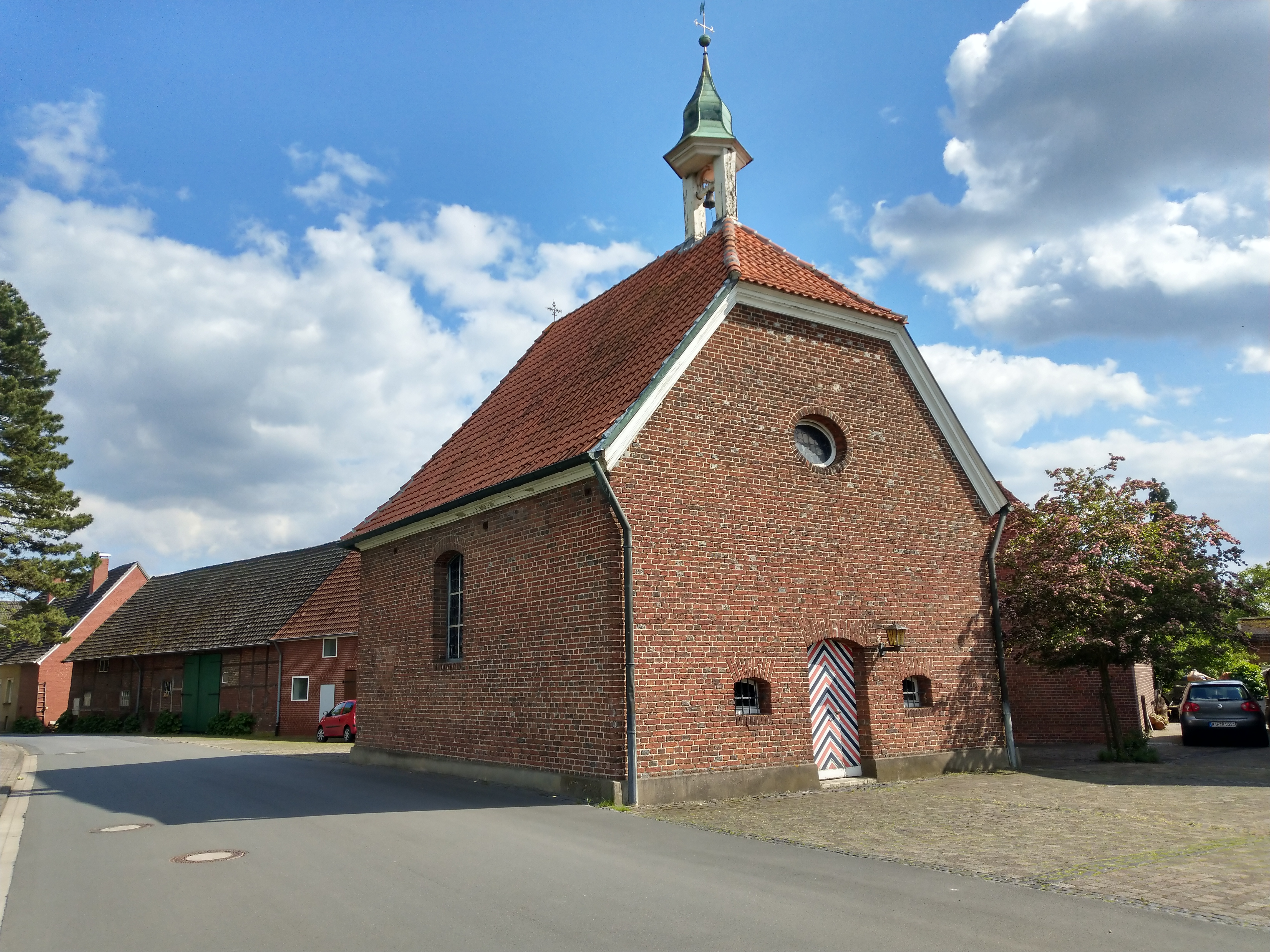
Kapelle St. Antonius in Tönnishäuschen

### Das Kriegerehrenmal

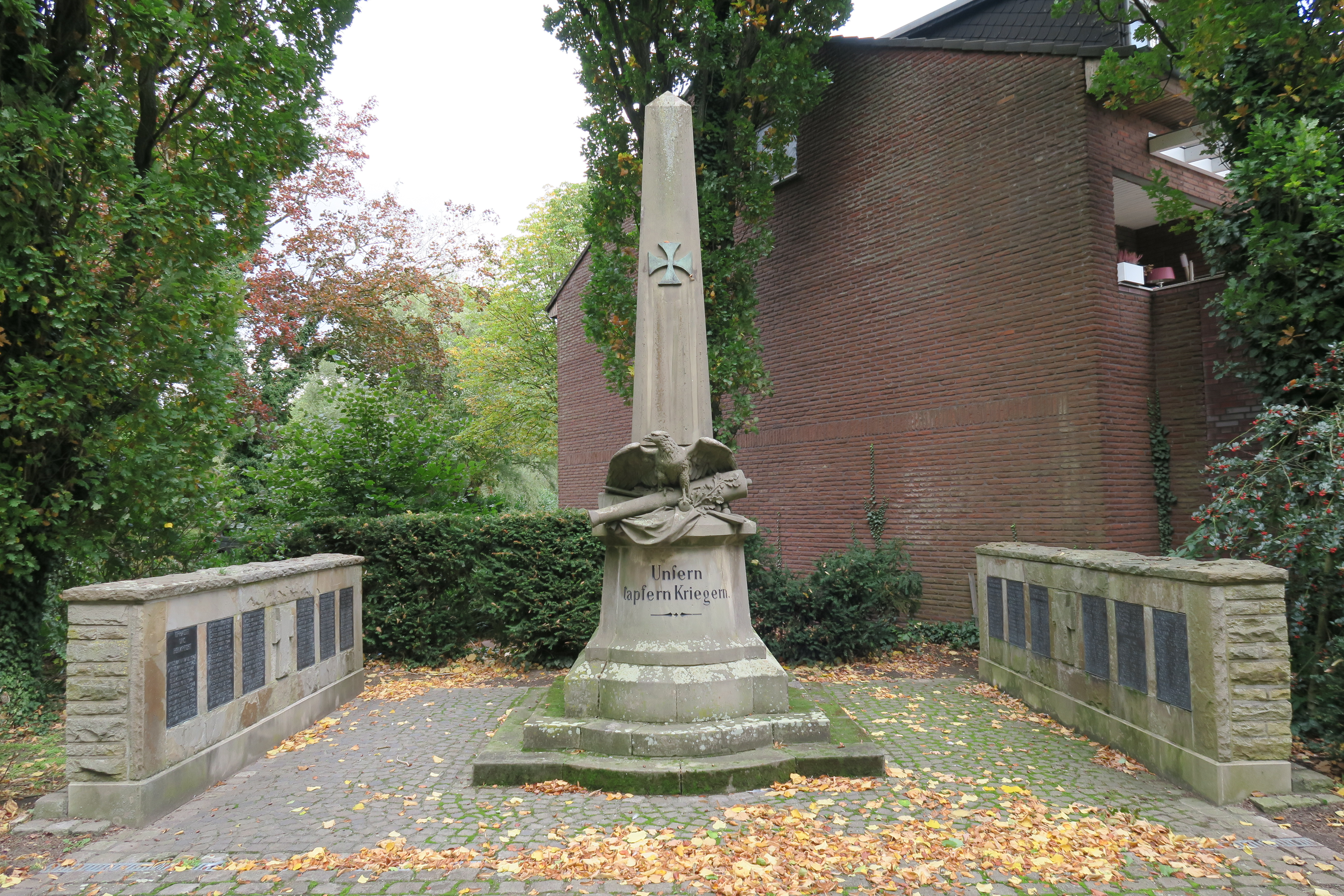
Kriegerehrenmal am Dorfplatz

Ein Kriegerehrenmal wurde im Jahr 1899 errichtet und im Jahr 1937 auf seinen heutigen Platz umgesetzt. Im Jahr 1954 wurde das Ehrenmal um die Opfer des Zweiten Weltkriegs erweitert.

### Der Maibaum

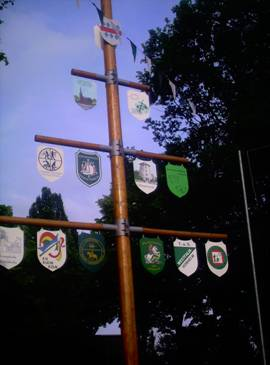
Der Maibaum auf dem Dorfplatz

Der Maibaum befindet sich an der Hauptstraße auf dem Dorfplatz. An ihm sind die Wappen der einzelnen Dorfvereine angebracht. Auf der Spitze ist eine Metallkrone befestigt, auf der das Westfalenross abgebildet ist.

## Söhne und Töchter des Ortes
- Adolf Heidenreich Droste zu Vischering (1769–1826), Drost in Horstmar und Ahlen
- Clemens August Droste zu Vischering (1773–1845), Erzbischof von Köln
- Franz Otto von Droste zu Vischering (1771–1826), katholischer Theologe und Publizist
- Kaspar Maximilian von Droste-Vischering (1770–1846), Bischof von Münster
- Josef Lange (* 1948), Generalsekretär der Hochschulrektorenkonferenz, Staatssekretär
- Augustin Wibbelt (1862–1947), Dichter

## Vereine und öffentliches Leben

### Freiwillige Feuerwehr
Das Feuerwehrhaus befindet sich zentral in der Dorfmitte auf der Auguistin-Wibbelt-Straße. In dem Löschzug befinden sich etwa 40 ehrenamtliche Feuerwehrleute.
Zudem gibt es eine Jugendfeuerwehr mit etwa zehn Jugendlichen sowie eine Ehrenabteilung. Der Löschzug Vorhelm ordnet sich als Löschzug 5 in die Freiwillige Feuerwehr Ahlen ein.
Der Fuhrpark des Löschzuges umfasst:
- ein HLF 20 (Hilfeleistungslöschgruppenfahrzeug)
- ein LF 20 (Löschgruppenfahrzeug)
- ein GW-Energie / Licht (Gerätewagen Energie / Licht)
- ein MTF (Mannschaftstransportfahrzeug)

### TuS Westfalia Vorhelm
TuS Westfalia (kurz TWV) ist mit 1000 Mitgliedern der mit Abstand größte Sportverein in Vorhelm. Zudem ist der 1920 gegründete Verein, damals noch unter anderem Namen als heute, der älteste am Ort. Er ist in sechs Abteilungen unterteilt: Fußball, Volleyball, Tennis, Tischtennis, Breitensport und die Karnevalsgesellschaft Klein-Köln. Die Abteilung Fußball umfasst knapp ein Drittel der Mitglieder.

### Musikverein Vorhelm
Der Musikverein Vorhelm hat ca. 420 Mitglieder und betreibt eine aktive musikalische Ausbildung und Jugendarbeit. Das Blasorchester Vorhelm ist bekannt als ein Ensemble von hoher musikalischer Qualität. Das etwa 50 Personen starke Orchester wurde bereits in einigen Landeswettbewerben ausgezeichnet und rekrutiert sich ausschließlich aus Musikern der näheren Umgebung des Dorfes. Das Jugendblasorchester hat ca. 60 aktive junge Musiker.